# Metropolia Clermont
Metropolia Clermont – metropolia Kościoła rzymskokatolickiego w środkowej Francji. Powstała w roku 2002, w ramach zarządzonej przez papieża Jana Pawła II reformy administracyjnej Kościoła francuskiego. W jej skład wchodzi jedna archidiecezja i trzy diecezje. Od 2016 na jej czele stoi abp François Kalist. Najważniejszą świątynią jest Katedra Wniebowzięcia Najświętszej Marii Panny w Clermont-Ferrand.
W skład metropolii wchodzą:
- archidiecezja Clermont,
- diecezja Le Puy-en-Velay,
- diecezja Moulins,
- diecezja Saint-Flour.